# قائمة لقاحات كورونا المرخصة
منحت السلطات الوطنية لتنظيم السلع العلاجية رُخص استخدام طارئ لاثني عشر لقاحًا من لقحات مرض فيروس كورونا. جرت الموافقة على ست من تلك اللقاحات للاستخدام الطارئ أو الاستخدام المعتمد من قبل واحدة - على الأقل - من السلطات التنفيذية الوطنية المعترف بها من قبل منظمة الصحة العالمية.

## نظرة عامة على الدول واللقاحات
| - لقاحات الرنا ولقاحات الدنا توزيناميران لقاح موديرنا ZyCoV-D - ناقلات فيروسية لقاح أكسفورد–آسترازينيكا لقاح سبوتنيك في لقاح جونسون آند جونسون كوفيد-19 لقاح سبوتنيك لايت كونفيديسيا - لقاحات معطلة لقاح سينوفارم كورونافاك BBV152 WIBP-CorV كوفيفاك الآخرين - لقاحات البروتين المؤتلف لقاح نوفافاكس لقاح عبد الله إبيفاك كورونا Zifivax Soberana 02 الآخرين |

## فايزر–بيونتيك
الاستخدام الطارئ (36)
- ألبانيا[1]
- أندورا[2]
- الأرجنتين[3]
- أروبا[4]
- البحرين[5]
- كندا[6][7]
- الكاريبي[8]
- تشيلي[9]
- كولومبيا[10]
- كوستاريكا[11]
- الإكوادور[12]
- هونغ كونغ[13]
- العراق[14]
- إسرائيل[15]
- الأردن[16]
- الكويت[17]
- لبنان[18]
- ليختنشتاين[19]
- المكسيك[20][21]
- موناكو[22]
- منغوليا[23]
- نيوزيلندا[24]
- مقدونيا الشمالية[25]
- سلطنة عمان[26]
- بنما[27]
- الفلبين[28]
- قطر[29]
- سانت فينسنت والغرينادين[30]
- سنغافورة[31]
- سورينام[32]
- سويسرا[33][34]
- الإمارات العربية المتحدة[35]
- أوكرانيا[36]
- المملكة المتحدة[37][38][39]
- الولايات المتحدة[ا][42][43]
- الفاتيكان[44][45]
- منظمة الصحة العالمية (WHO)[46][47]

اعتماد اللقاح (12)
- أستراليا[48][49]
- البرازيل[50]
- الاتحاد الأوروبي[51][52][53]
- جزر فارو[54]
- غرينلاند[54]
- آيسلندا[55]
- اليابان[56]
- ماليزيا[57]
- النرويج[58]
- المملكة العربية السعودية[59][60]
- صربيا[61][62]
- كوريا الجنوبية[63][64]

## سبوتنيك في
الاستخدام الطارئ (44)
- الجزائر[65]
- الأرجنتين[66]
- أرمينيا[67]
- البحرين[68]
- روسيا البيضاء[69]
- بوليفيا[70]
- مصر[71]
- غابون[72]
- غانا[73]
- غواتيمالا[74]
- غينيا[75]
- غيانا[76]
- هندوراس[77]
- إيران[78]
- العراق[79]
- الأردن[80]
- كازاخستان[81]
- كينيا[82]
- لاوس[83]
- لبنان[84]
- المكسيك[85]
- منغوليا[86]
- الجبل الأسود[87]
- المغرب[88]
- ميانمار[89]
- نيكاراغوا[90]
- مقدونيا الشمالية[91]
- باكستان[92]
- فلسطين[93]
- باراغواي[94]
- الفلبين[95]
- جمهورية صرب البوسنة[96]
- روسيا[97]
- سانت فينسنت والغرينادين[30]
- سان مارينو[98]
- صربيا[99]
- سلوفاكيا[100]
- سريلانكا[101]
- تونس[102]
- الإمارات العربية المتحدة[103]
- الأوروغواي[104]
- فنزويلا[105]
- فيتنام[106]
- زيمبابوي[107]

اعتماد اللقاح (9)
- أنغولا[108]
- أذربيجان[109]
- جمهورية الكونغو[108]
- جيبوتي[108]
- المجر[96][110]
- قيرغيزستان[111]
- سوريا[112]
- تركمنستان[96][113]
- أزسبكستان[114]

## أكسفورد–آسترازينيكا
الاستخدام الطارئ (43)
- أفغانستان[115][116]
- أندورا[117]
- الأرجنتين[118]
- البحرين[119]
- بنغلاديش[120][121]
- جمهورية الدومينيكان[122]
- الإكوادور[123]
- مصر[71]
- السلفادور[124]
- غامبيا[125]
- إثيوبيا[126][127][128]
- غيانا[129][130]
- الهند[131]
- إندونيسيا[132]
- العراق[133]
- ساحل العاج[134]
- كينيا[135]
- ليسوتو[136]
- مالاوي[137][138]
- المالديف[139]
- موريشيوس[140]
- المكسيك[141]
- ميانمار[142]
- النيبال[143]
- نيجيريا[144]
- باكستان[145]
- الفلبين[146]
- رواندا[147]
- سانت فينسنت والغرينادين[30]
- المملكة العربية السعودية[148]
- صربيا[149]
- سيراليون[150]
- سريلانكا[151]
- السودان[152][153]
- سورينام[154]
- تايوان[155]
- تايلند[156]
- توغو[157]
- أوغندا[158]
- أوكرانيا[159]
- المملكة المتحدة[160][161][162]
- فيتنام[163]
- منظمة الصحة العالمية (WHO)[46][164][165]

اعتماد اللقاح (10)
- أستراليا[166][167]
- البرازيل[168]
- كندا[7][169]
- الاتحاد الأوروبي[170][171][172]
- جزر فارو[173]
- غرينلاند[173]
- آيسلندا[174]
- ماليزيا[175]
- النرويج[176]
- كوريا الجنوبية[177][178]

## BBIBP-CorV
الاستخدام الطارئ (27)
- الأرجنتين[179]
- روسيا البيضاء[180]
- بوليفيا[181]
- كمبوديا[182]
- دومينيكا[183]
- مصر[184]
- غابون[185]
- غيانا[186]
- المجر[187]
- إيران[188]
- العراق[133]
- الأردن[189]
- لاوس[83]
- لبنان[190]
- مكاو[191]
- المالديف[192]
- منغوليا[193]
- المغرب[194]
- موزمبيق[195]
- النيبال[196]
- باكستان[197]
- البيرو[198]
- السنغال[199]
- صربيا[200]
- سيراليون[201]
- فنزويلا[202]
- زيمبابوي[203]

اعتماد اللقاح (4)
- البحرين[204]
- الصين[205]
- سيشل[206]
- الإمارات العربية المتحدة[207][208]

## كورونافاك
الاستخدام الطارئ (20)
- أذربيجان[209]
- بوليفيا[210]
- البرازيل[211]
- كمبوديا[212]
- تشيلي[213]
- كولومبيا[214]
- جمهورية الدومينيكان[215]
- الإكوادور[216]
- هونغ كونغ[217]
- إندونيسيا[218][219]
- لاوس[220]
- المكسيك[221]
- باراغواي[222]
- الفلبين[223]
- تايلند[224]
- تونس[225]
- تركيا[226]
- أوكرانيا[227]
- الأوروغواي[220]
- زيمبابوي[107]

اعتماد اللقاح (2)
- الصين[220]
- ماليزيا[175]

## موديرنا
الاستخدام الطارئ (10)
- أندورا[117]
- كندا[7][228]
- إسرائيل[229]
- سانت فينسنت والغرينادين[30]
- المملكة العربية السعودية[148]
- سنغافورة[230]
- سويسرا[231]
- المملكة المتحدة[232][233]
- الولايات المتحدة[ا][234][235]
- فيتنام[106]

اعتماد اللقاح (5)
- الاتحاد الأوروبي[236][237][238][239]
- جزر فارو[240]
- غرينلاند[240]
- آيسلندا[241]
- النرويج[242]

## جونسون آند جونسون
الاستخدام الطارئ (8)
- أندورا[117]
- البحرين[243][244]
- كندا[245]
- ليختنشتاين[246]
- سانت فينسنت والغرينادين[30]
- جنوب أفريقيا[247]
- الولايات المتحدة[ا][248][249]
- منظمة الصحة العالمية (WHO)[250]

اعتماد اللقاح (5)
- الاتحاد الأوروبي[251]
- جزر فارو[252]
- غرينلاند[252]
- آيسلندا[253]
- النرويج[254]

## كونفيديسيا
الاستخدام الطارئ (2)
- المكسيك[221]
- باكستان[255]

اعتماد اللقاح (1)
- الصين[256]

## كوفاكسين
الاستخدام الطارئ (3)
- الهند[131]
- إيران[257]
- زيمبابوي[258]

اعتماد اللقاح (0)
- ولا دولة/كيان

## إبيفاك كورونا
الاستخدام الطارئ (1)
- روسيا[259][260]

اعتماد اللقاح (1)
- تركمنستان[261][262]

## ZF2001
الاستخدام الطارئ (2)
- الصين[263]
- أزبكستان[264][265]

اعتماد اللقاح (0)
- ولا دولة/كيان

## كوفيفاك
الاستخدام الطارئ (1)
- روسيا[266]

اعتماد اللقاح (0)
- ولا دولة/كيان